# Hain (Leubatal)
Hain (Leubatal) este o comună din landul Turingia, Germania.